# Staatkunde
Staatkunde is de wetenschap of het wetenschapsterrein waarin wordt onderzocht en gedoceerd hoe een staat of staatkundige eenheid in theorie kan worden ingericht en bestuurd, hoe dat historisch in de praktijk is gebeurd en tegenwoordig gebeurt en hoe erover wordt en werd gedacht. Het gaat daarbij onder meer om de beginselen die ten grondslag kunnen of horen te liggen aan de staatsinrichting en het bestuur, de legitimiteit van het bestuur, toepassing van beginselen en regels onder bepaalde omstandigheden in de praktijk en de praktische bekwaamheid tot het regeren of besturen van een staatkundige eenheid. De wetenschap staat op zichzelf en kan als zodanig worden ondergebracht binnen de sociale wetenschappen en de rechtsgeleerdheid, maar wordt ook beschouwd als discipline binnen een andere wetenschap als de politicologie of het staatsrecht.

## Onderwerpen
Onderwerpen die aan de orde komen in de staatkunde zijn onder meer:
- verschillende typen van staatsbestel (staatsvormen)
- geschiedenis van de theorieën en de praktijk
- opvattingen, stromingen en ideologieën
- formele structuur (juridische benadering)
- feitelijk functioneren (politicologische benadering)
- legitimiteit
- macht(en) en gezag
- functies van staatkunde in een maatschappij
- constitutioneel recht
- monopolies (b.v. gebruik van geweld, belastingheffing)
- formele wetgeving en gewoonterecht
- parlementaire stelsels
- staatsorganisaties
- totstandkoming, uitvoer en handhaving van wetgeving
- organisatie van de rechtspraak
- besluitvorming
- bestuurlijk apparaat
- juridisch instrumentarium van de overheid
- participatie van burgers, bedrijven, organisaties en belangengroepen
- soevereiniteit
- grondrechten
- territorium